# Preces
Las Preces o Preca son cantos propios de la Misa hispánica, que solo se recitaban en la Cuaresma con un carácter penitencial. Tenían forma litánica, a la que se respondía con una pequeña aclamación (habitualmente, miserere nobis).
También se refiere a la peticiones que hace el pueblo durante la Santa Misa, a cada "prez" terminada el lector dice: "Roguemos al Señor". A lo que los fieles contestan: "Te rogamos, oyenos". También  en laudes y vísperas.
- Datos: Q3077527